# Christopher Gable
Christopher Michael Gable (Londra, 13 marzo 1940 – Halifax, 23 ottobre 1998) è stato un ballerino, coreografo e attore britannico.

## Carriera

### Danza
Nato a Londra, Gable studiò alla Royal Ballet School, entrando a far parte del Sadler's Wells Royal Ballet nel 1957. Fu promosso solista nel 1959 e primo ballerino nel 1961.
Tra i ruoli di Gable, Romeo Montecchi nella produzione Kenneth MacMillan di Romeo e Giulietta, Mercurio nell'operetta di Jacques Offenbach Orfeo all'inferno, una produzione filmata e pubblicato in DVD, e Colas in La fille mal gardée. Gable collaborò spesso con Lynn Seymour.

### Attore

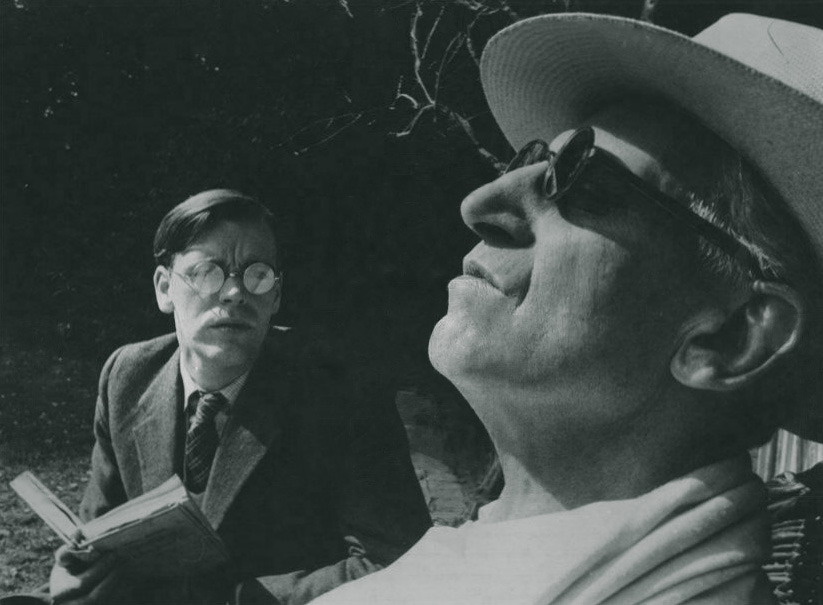
Christopher Gable e Max Adrian in Song of Summer

Sofferente di condizione reumatoide cronica ai piedi, Gable lasciò il Royal Ballet nel 1967 per intraprendere la carriera di attore. Apparve in numerose produzioni televisive e cinematografiche dirette da Ken Russell, inclusi i film della BBC Song of Summer (1968) e Dance of the Seven Veils (1970), Donne in amore (1969), L'altra faccia dell'amore (1970), Il boy friend (1971), La tana del serpente bianco (1988) e La vita è un arcobaleno (1989). interpretò inoltre il ruolo di John, cameriere personale e amico del principe Edoardo, nel film musicale La scarpetta e la rosa (1976), il compositore Peter Cornelius nella miniserie Wagner (1983), Mercury nella produzione televisiva della BBC Orpheus in the Underworld (1983), e l'ambiguo cattivo Sharaz Jek nel serial Doctor Who (1984), The Caves of Androzani. Interpretò Arthur Ainsley nella miniserie televisiva britannica A Woman of Substance (1984). Apparve anche nel musical del Teatro del West End The Good Companions.

### Ritorno alla danza
Nel 1982, Gable fondò la Central School of Ballet con Ann Stannard. Cinque anni dopo fu nominato direttore artistico del Northern Ballet Theatre. Trasformò la piccola compagnia regionale in una compagnia di fama nazionale, presentando nuove opere fantasiose e mettendo in scena impressionanti revival di vecchi classici. Tra le produzioni eseguite durante la sua direzione undicennale figurano: Swan Lake, A Christmas Carol, The Brontes, The Amazing Adventure di Don Chisciotte, Dracula, Giselle, e Il Gobbo di Notre Dame. Molti dei progetti da lui creati furono in seguito realizzati da altre compagnie di danza, tra cui l'Atlanta Ballet e il Royal New Zealand Ballet.

## Vita personale
Gable era sposato con la ballerina Carole Needham.
È morto di cancro vicino a Halifax, nello Yorkshire, all'età di 58 anni.

## Filmografia
- Song of Summer, regia di Ken Russell (1968)
- Donne in amore (Women in Love), regia di Ken Russell (1969)
- Vita privata di Sherlock Holmes (The Private Life of Sherlock Holmes) , regia di Billy Wilder (1970) - non accreditato
- L'altra faccia dell'amore (The Music Lovers), regia di Ken Russell (1971)
- Il boy friend (The Boy Friend), regia di Ken Russell (1971)
- La scarpetta e la rosa (The Slipper and the Rose: The Story of Cinderella), regia di Bryan Forbes (1976)
- La tana del serpente bianco (The Lair of the White Worm), regia di Ken Russell (1988)
- La vita è un arcobaleno (The Rainbow), regia di Ken Russell (1989)

## Riconoscimenti
Nel 1996 Gable è stato insignito dell'CBE per i suoi servizi alla danza britannica. L'anno successivo è stato insignito della laurea honoris dell'Università di Bradford.